# Š’ Pchej-ťün
Š’ Pchej-ťün (čínsky pchin-jinem Shī Pèijūn, znaky 施佩均 , POJ: Soa Pōekun), (* 23. února 1980) je bývalá tchajwanská zápasnice – judistka.

## Sportovní kariéra
V tchajwanské ženské reprezentaci se pohybovala od roku 1998 v pololehké váze do 52 kg. V roce 2000 se třetím místem na mistrovství asie kvalifikovala na olympijské hry v Sydney, kde nestačila ve druhém kole na Argentinku Carolinu Marianiovou. V roce 2002 utrpěla zranění pravého kolene, kvůli kterému s vrcholovým sportem na několik let skončila. Vrátila se v roce 2008 a třetím místem na mistrovství asie se kvalifikovala na olympijské hry v Pekingu, kde vypadla v úvodním kole s Kazaškou Šolpan Kalijevovou.

## Výsledky
| Turnaj            | 1998           | 1999           | 2000           | 2001           | 2002           | 2003           | 2004           | 2005           | 2006           | 2007           | 2008           |
| Turnaj            | 18             | 19             | 20             | 21             | 22             | 23             | 24             | 25             | 26             | 27             | 28             |
| Turnaj            | pololehká váha | pololehká váha | pololehká váha | pololehká váha | pololehká váha | pololehká váha | pololehká váha | pololehká váha | pololehká váha | pololehká váha | pololehká váha |
| ----------------- | -------------- | -------------- | -------------- | -------------- | -------------- | -------------- | -------------- | -------------- | -------------- | -------------- | -------------- |
| Olympijské hry    |                |                | úč.            |                |                |                | —              |                |                |                | úč.            |
| Mistrovství světa |                | úč.            |                | úč.            |                | —              |                | —              |                | —              |                |
| Asijské hry       | ?              |                |                |                | —              |                |                |                | —              |                |                |
| Mistrovství Asie  |                | 5.             | 3.             | ?              |                | —              | —              | —              |                | —              | 3.             |
| Univerziáda       |                | ?              |                | ?              |                | —              |                |                |                | —              |                |
| Akademické MS     | úč.            |                | ?              |                | úč.            |                | —              |                | —              |                |                |
| MS juniorů        | úč.            |                |                |                |                |                |                |                |                |                |                |